# Strade Bianche 2024
18. ročník jednodenního cyklistického závodu Strade Bianche se konal 2. března 2024 v Itálii. Vítězem se stal Slovinec Tadej Pogačar z týmu UAE Team Emirates, který posledních 80 kilometrů závodu strávil v úniku.

## Týmy
Závodu se zúčastnilo všech 18 UCI WorldTeamů a 7 UCI ProTeamů.
UCI WorldTeamy
- Alpecin–Deceuninck
- Arkéa–B&B Hotels
- Astana Qazaqstan Team
- Bora–Hansgrohe
- Cofidis
- Decathlon–AG2R La Mondiale
- EF Education–EasyPost
- Groupama–FDJ
- Ineos Grenadiers
- Intermarché–Wanty
- Lidl–Trek
- Movistar Team
- Soudal–Quick-Step
- Team Bahrain Victorious
- Team dsm–firmenich PostNL
- Team Jayco–AlUla
- Visma–Lease a Bike
- UAE Team Emirates

UCI ProTeamy
- Israel–Premier Tech
- Lotto–Dstny
- Q36.5 Pro Cycling Team
- Team Corratec–Vini Fantini
- Polti–Kometa
- Tudor Pro Cycling Team
- Uno-X Mobility

## Výsledky
| Pořadí | Jezdec                   | Tým                        | Čas        |
| ------ | ------------------------ | -------------------------- | ---------- |
| 1      | Tadej Pogačar (SLO)      | UAE Team Emirates          | 5h 19' 45" |
| 2      | Toms Skujiņš (LAT)       | Lidl–Trek                  | + 2' 44"   |
| 3      | Maxim Van Gils (BEL)     | Lotto–Dstny                | + 2' 47"   |
| 4      | Tom Pidcock (GBR)        | Ineos Grenadiers           | + 3' 50"   |
| 5      | Matej Mohorič (SLO)      | Team Bahrain Victorious    | + 4' 26"   |
| 6      | Benoît Cosnefroy (FRA)   | Decathlon–AG2R La Mondiale | + 4' 39"   |
| 7      | Davide Formolo (ITA)     | Movistar Team              | + 4' 41"   |
| 8      | Lenny Martinez (FRA)     | Groupama–FDJ               | + 4' 48"   |
| 9      | Filippo Zana (ITA)       | Team Jayco–AlUla           | + 4' 49"   |
| 10     | Christophe Laporte (FRA) | Visma–Lease a Bike         | + 5' 17"   |